# Wasyl Pryjma
Wasyl Myronowycz Pryjma, ukr. Василий Миронович Прийма (ur. 10 czerwca 1991 w Nowojaworowsku) – ukraiński piłkarz występujący na pozycji obrońcy.

## Kariera piłkarska

### Kariera klubowa
Mając 5 lat rozpoczął naukę w klubie Jantar w Nowojaworowsku, gdzie go zauważył ojciec Andrija Husina, który pracował w DJuSSz-15 Kijów. Mając 11 lat przeniósł się do Kijowa. Występował w juniorskich mistrzostwach Ukrainy (DJuFL) w klubach Arsenał Kijów, Widradny Kijów, DJuSSz-15 Kijów i KSDJuSzOR Kijów. Zimą 2008 został zaproszony do Metałurha Donieck. W lipcu 2015 po rozformowaniu Metałurha opuścił doniecki klub. 18 października 2015 podpisał kontrakt z Torino FC. W lutym 2016 został wypozyczony do Frosinone Calcio. 28 czerwca 2016 podpisał 3-letni kontrakt z Frosinone. 6 lipca 2017 za obopólną zgodą kontrakt został anulowany, i w ten sam dzień został piłkarzem Zorii Ługańsk. 16 lutego 2019 podpisał kontrakt z Szachciorem Soligorsk. 21 stycznia 2020 za obopólną zgodą kontrakt został rozwiązany.

### Kariera reprezentacyjna
Występował w reprezentacji Ukrainy U-17 oraz reprezentacji Ukrainy U-19.

## Nagrody i odznaczenia

### Sukcesy klubowe
- finalista Pucharu Ukrainy: 2010